# Robert Westerholt
Robert Westerholt (Waddinxveen, 2 de enero de 1975) es el fundador, guitarrista y voz secundaria de la banda Neerlandesa de Metal sinfónico Within Temptation. Es el escritor de la banda junto con su esposa y vocalista Sharon den Adel. Los dos son padres de Eva Luna nacida el 7 de diciembre de 2005; Robin Aiden, nacido el 1 de junio de 2009 y Logan Arwin nacido el 30 de marzo de 2011.
En 1998, cantó una parte de Death (con George Oosthoek en Orphanage) en la ópera rock de Ayreon «Into the Electric Castle» en la que Sharon Den Adel desempeñó uno de los personajes principales.
Antes de unirse a Within Temptation, Robert trabajaba en recursos de administración humanitaria, pero dejó ese oficio y empezó a dedicarse a la música.
Vivió hasta los ocho años en Fuente del Fresno (Madrid), por lo que es capaz de hablar castellano.